# Алексеевка (Клетнянский район)
Алексеевка — деревня Клетнянского района Брянской области, Лутенского сельского поселения, в 12 км к западу от села.

## История
До 1929 года в Рославльском уезде Смоленской губернии (с 1861 — в составе Прыщанской волости, где была крупнейшим селением: на 1904—1360 жителей; в 1924—1929 в Корсиковской волости). До начала XX века входила в приход села Прыщи. В 1931—1932 и 1935—1949 в Ершичском районе Западной (с 1937 — Смоленской) области. До 2005 — центр Алексеевского сельсовета (в 1963—1968 в Лутенском сельсовете).

## Население
| 2010 | 2013 |
| ---- | ---- |
| 264  | ↘245 |